# Alchemilla atlantica
Alchemilla atlantica är en rosväxtart som beskrevs av Harald Lindberg. Alchemilla atlantica ingår i släktet daggkåpor, och familjen rosväxter. Inga underarter finns listade i Catalogue of Life.